# Tsuga ulleungensis
Tsuga ulleungensis є хвойним видом, виявлений на острові Ulleungdo, Корея, і офіційно класифікований у 2017 році.